# Schizosaccharomyces
Schizosaccharomyces — рід дріжджів з класу схізосахароміцети  (Schizosaccharomycetes), що розмножуються симетричним поділом, єдиний в своєму класі. Рід найбільш відомий своїм представником Schizosaccharomyces pombe, що широко використовується як модельний організм.